# Ahuacatitlán, Ixtapan de la Sal
Ahuacatitlán är en ort i Mexiko, tillhörande kommunen Ixtapan de la Sal i delstaten Mexiko. Orten hade 1 387 invånare vid folkräkningen 2010, och är kommunens fjärde största samhälle.